# Casarsa della Delizia
Casarsa della Delizia (friuli nyelven Cjasarse, helyi nyelvjárásban Cjasarsa) település Olaszországban, Friuli-Venezia Giulia régióban, Pordenone megyében. Lakosainak száma 8194 fő (2023. január 1.). Casarsa della Delizia Fiume Veneto, San Vito al Tagliamento, Valvasone Arzene és Zoppola községekkel határos.

## Népesség
A település népességének változása:
| Lakosok száma | 8431 | 8404 | 8194 |
|               | 2017 | 2018 | 2023 |